# Cantó d'Amiens-8 (Nord)
El cantó d'Amiens-8 (Nord) és un cantó francès del departament del Somme, situat al districte d'Amiens. Té 2 municipis i part del d'Amiens.

## Municipis
- Allonville
- Amiens (part)
- Poulainville

## Història
| Data d'elecció                           | Identitat   | Partit | Qualitat |
| ---------------------------------------- | ----------- | ------ | -------- |
| 1985-                                    | Francis Lec | PS     |          |
| les dades anteriors no són pas conegudes |             |        |          |
|                                          |             |        |          |